# Lateral
Lateral er retningsangivelse som betyder væk fra midtlinjen.
Betegnelsen bruges bl.a. i anatomien til beskrivelse og kortlægning af organer, muskler og kropsdeles placering i forhold til hinanden.
Modsat lateral findes medial.